# Torneig d'escacs M-Tel Masters
L'M-Tel Masters és un torneig d'escacs d'elit, reservat a Grans Mestres i que se celebra des de 2005 a Sofia, la capital de Bulgària, patrocinat i organitzat per la companyia de telefonia mòbil líder a Bulgària, M-Tel.
Segons les normes de joc, el torneig es juga per sistema lliga a doble volta, amb cadascun dels sis participants jugant dos cops contra cadascun dels altres. La seu és l'hotel de cinc estrelles Grand Hotel Sofia.
Entre les seves regles, destaca per ser el primer torneig d'alt nivell que va aplicar de forma continuada la norma d'evitar acordar taules; només l'àrbitre té potestat per donar per finalitzada una partida amb taules, i en cas de tres posicions idèntiques, escac continu, rei ofegat, falta de material per donar mat o una posició clara d'empat. Aquesta regla ha passat a denominar-se regla de Sofia.

## Edicions

### M-Tel Masters 2005
La primera edició del torneig es va celebrar entre els dies 11 i 22 de maig de 2005, com a part de les celebracions pel desè aniversari de M-Tel, i amb la participació de diversos dels millors jugadors del món: Vishwanathan Anand, Vesselín Topàlov, Vladímir Kràmnik, Michael Adams, Judit Polgár i Ruslan Ponomariov. L'M-Tel Masters 2005 fou classificat per la FIDE com a Categoria XX i fou el torneig més fort de l'any 2005 segons la mitjana d'Elo dels participants: 2744. El guanyador fou el búlgar Vesselín Topàlov, i el trofeu fou entregat pel president del país, Georgi Parvanov.
| Posició | Participant                 | Elo  | Punts |
| ------- | --------------------------- | ---- | ----- |
| 1       | Vesselín Topàlov (Bulgària) | 2778 | 6½    |
| 2       | Vishwanathan Anand (Índia)  | 2785 | 5½    |
| 3       | Ruslan Ponomariov (Ucraïna) | 2695 | 5     |
| 3       | Judit Polgár (Hongria)      | 2732 | 5     |
| 5       | Vladímir Kràmnik (Rússia)   | 2753 | 4     |
| 5       | Michael Adams (Anglaterra)  | 2737 | 4     |

### M-Tel Masters 2006
L'edició de 2006 es va celebrar entre el 10 i el 21 de maig, i hi participaren Vesselín Topàlov, Vishwanathan Anand, Ruslan Ponomariov, Piotr Svídler, Étienne Bacrot i Gata Kamsky. L'escriptor brasiler Paulo Coelho va fer la jugada inicial del torneig, que fou oficialment inaugurat pel President de Bulgària, Georgi Parvanov.
Topàlov va guanyar el torneig per segona vegada després de remuntar un començament una mica titubejant; va assolir quatre victòries consecutives en les rondes finals, inclosa una victòria contra el seu principal rival, Gata Kamsky, a la penúltima ronda, per obtenir finalment el primer lloc amb 6½ punts.
| Posició | Participant                 | Elo  | Punts |
| ------- | --------------------------- | ---- | ----- |
| 1       | Vesselín Topàlov (Bulgària) | 2804 | 6½    |
| 2       | Gata Kamsky (Estats Units)  | 2671 | 6     |
| 3       | Vishwanathan Anand (Índia)  | 2803 | 5½    |
| 4       | Piotr Svídler (Rússia)      | 2743 | 5     |
| 5       | Étienne Bacrot (França)     | 2708 | 3½    |
| 5       | Ruslan Ponomariov (Ucraïna) | 2738 | 3½    |

### M-Tel Masters 2007
L'edició de l'M-Tel Masters de 2007 se celebrà entre el 9 i el 20 de maig, i hi participaren Vesselín Topàlov, Liviu-Dieter Nisipeanu, Xakhriar Mamediàrov, Gata Kamsky, Michael Adams i Krishnan Sasikiran. En Topàlov guanyà el torneig per tercer cop consecutiu, de manera dramàtica, tot derrotant el fins llavors líder Sasikiran a la ronda final.
|   | Participant                       | Elo  | 1   | 2   | 3   | 4   | 5   | 6   | Punts |
| - | --------------------------------- | ---- | --- | --- | --- | --- | --- | --- | ----- |
| 1 | Vesselín Topàlov (Bulgària)       | 2772 | * * | 1 1 | 0 ½ | ½ ½ | 0 1 | ½ ½ | 5½    |
| 2 | Krishnan Sasikiran (Índia)        | 2690 | 0 0 | * * | ½ 1 | 1 0 | ½ ½ | ½ 1 | 5     |
| 2 | Xakhriar Mamediàrov (Azerbaidjan) | 2757 | 1 ½ | ½ 0 | * * | 1 0 | ½ ½ | ½ ½ | 5     |
| 2 | Gata Kamsky (Estats Units)        | 2705 | ½ ½ | 0 1 | 0 1 | * * | ½ ½ | ½ ½ | 5     |
| 2 | Liviu-Dieter Nisipeanu (Romania)  | 2693 | ½ ½ | ½ ½ | ½ ½ | ½ ½ | * * | 0 1 | 5     |
| 6 | Michael Adams (Anglaterra)        | 2734 | ½ ½ | ½ ½ | ½ 0 | ½ ½ | 1 0 | * * | 4½    |

### M-Tel Masters 2008
L'M-Tel Masters de 2008 se celebrà entre els dies 8 i 18 de maig. En Vasil Ivantxuk guanyà per un ampli marge d'un punt i mig, tot vencent les seves primeres cinc partides, sense cap derrota en tot el torneig, i amb un marcador favorable contra tots i cadascun dels seus rivals. En Vesselín Topàlov, qui havia guanyat totes les edicions anteriors, fou segon.
|   | Participant                   | Elo  | 1   | 2   | 3   | 4   | 5   | 6   | Punts |
| - | ----------------------------- | ---- | --- | --- | --- | --- | --- | --- | ----- |
| 1 | Vasil Ivantxuk (Ucraïna)      | 2740 | * * | 1 ½ | 1 ½ | 1 1 | 1 ½ | 1 ½ | 8     |
| 2 | Vesselín Topàlov (Bulgària)   | 2767 | 0 ½ | * * | ½ ½ | 1 1 | 1 0 | 1 1 | 6½    |
| 3 | Teimur Radjàbov (Azerbaidjan) | 2751 | 0 ½ | ½ ½ | * * | ½ ½ | ½ 1 | ½ 1 | 5½    |
| 4 | Ivan Txeparínov (Bulgària)    | 2696 | 0 0 | 0 0 | ½ ½ | * * | 1 1 | ½ ½ | 4     |
| 5 | Bu Xiangzhi (Xina)            | 2708 | 0 ½ | 0 1 | ½ 0 | 0 0 | * * | ½ ½ | 3     |
| 5 | Levon Aronian (Armènia)       | 2763 | 0 ½ | 0 0 | ½ 0 | ½ ½ | ½ ½ | * * | 3     |

### M-Tel Masters 2009
L'edició de 2009 va tenir lloc entre els dies 12 i 23 de maig. A banda del participant habitual, Vesselín Topàlov, hi participaren també Magnus Carlsen, Vasil Ivantxuk, Aleksei Xírov, Wang Yue i Leinier Domínguez. El torneig el guanyà en Xírov, amb una gran performance de 2864 punts d'Elo, fent 6½/10 punts.
|   | Participant                 | Elo   | 1   | 2   | 3   | 4   | 5   | 6   | Punts |
| - | --------------------------- | ----- | --- | --- | --- | --- | --- | --- | ----- |
| 1 | Aleksei Xírov (Espanya)     | 2745  | * * | 1 ½ | ½ ½ | ½ ½ | ½ ½ | 1 1 | 6½    |
| 2 | Magnus Carlsen (Noruega)    | 2770  | 0 ½ | * * | 1 ½ | ½ 1 | ½ 1 | ½ ½ | 6     |
| 2 | Vesselín Topàlov (Bulgària) | 2812  | ½ ½ | 0 ½ | * * | 1 ½ | ½ ½ | 1 1 | 6     |
| 4 | Wang Yue (Xina)             | 2738  | ½ ½ | ½ 0 | 0 ½ | * * | ½ ½ | 1 ½ | 4½    |
| 5 | Leinier Domínguez (Cuba)    | 27417 | ½ ½ | ½ 0 | ½ ½ | ½ ½ | * * | ½ 0 | 4     |
| 6 | Vasil Ivantxuk (Ucraïna)    | 2746  | 0 0 | ½ ½ | 0 0 | 0 ½ | ½ 1 | * * | 3     |

### M-Tel Masters 2010
El torneig de 2010 es va cancel·lar a causa de la coincidència amb el Campionat del món de 2010 entre Anand i Topàlov, que es va celebrar a Sofia.